# Seznam Gallusovih del
Gallusova najpomembnejša dela so:
- Selectiores quaedam missae (vsebuje 16 maš, l.1580, zapisana v 4 knjigah)
- Opus musicum I-IV (zbirka 374 motetov, l.1586-91)
- Harmoniae morales (zbirka 53 madrigalov, l.1589-90, zapisana v 3 knjigah)
- Moralia (zbirka 47 madrigalov, l.1596)